# Nava Chefalu
Nava Chefalul este un fost pescador costier și una din navele folosite de România pentru efectuarea de cercetări marine. Nava a aprținut Institutului hidrometeorologic (IMH) și a fost construită în anul 1954 la șantierul naval Drobeta Turnu Severin.

## Caracteristici tehnice
- Lungimea  maximă: 25,23 m
- Lățimea:  5,60 m
- Înălțime: 2,80 m
- Pescaj maxim: 2,15 m
- Tonaj brut: 73,00 t
- Tonaj net : 16,75 t
- Putere de propulsie: 150 CP ( 110 Kw)
- Centrală electrică: 1 x 45 Kw, 400 V, 50Hz, CA
- Nr. maxim de persoane: 10
- Zona de navigație: maritimă, 6 Mm față de coastă și apele interioare navigabile

## Echipamente la bord specializate
- sonde ultrason pentru măsurat adâncimea
- trolii pentru scufundarea aparaturii hidrometrice până la 100 m
- moriști hidrometrice înregistratoare
- butelii pentru recoltarea probelor de apă
- graifere pentry recoltarea probelor de fund
- termometre de adâncime
- înregistratoare de valuri (înălțime, perioade)
- anemometre
- flotori
- scări colorimetrice
- stație de radiotelefon cu putere de 20 watt.

În prezent, nava este rebotezată în Atriamar și transformată în navă pentru scafandri și lucrări subacvatice.